# 天房集团
天津房地产集团有限公司，简称天房集团，前身是天津市房地产开发经营集团有限公司，是天津市国资委管辖的大型房地产国有企业，其历史可以追溯至1981年成立的天津市建设开发公司。2014年7月，天房集团与天津市房地产信托集团有限公司整合重组。
2018年8月，天津市房地产集团董事长邸达、总经理兼天房发展董事长熊光宇被免职。2018年10月，邸达接受天津市监察委监察调查。

## 债务危机

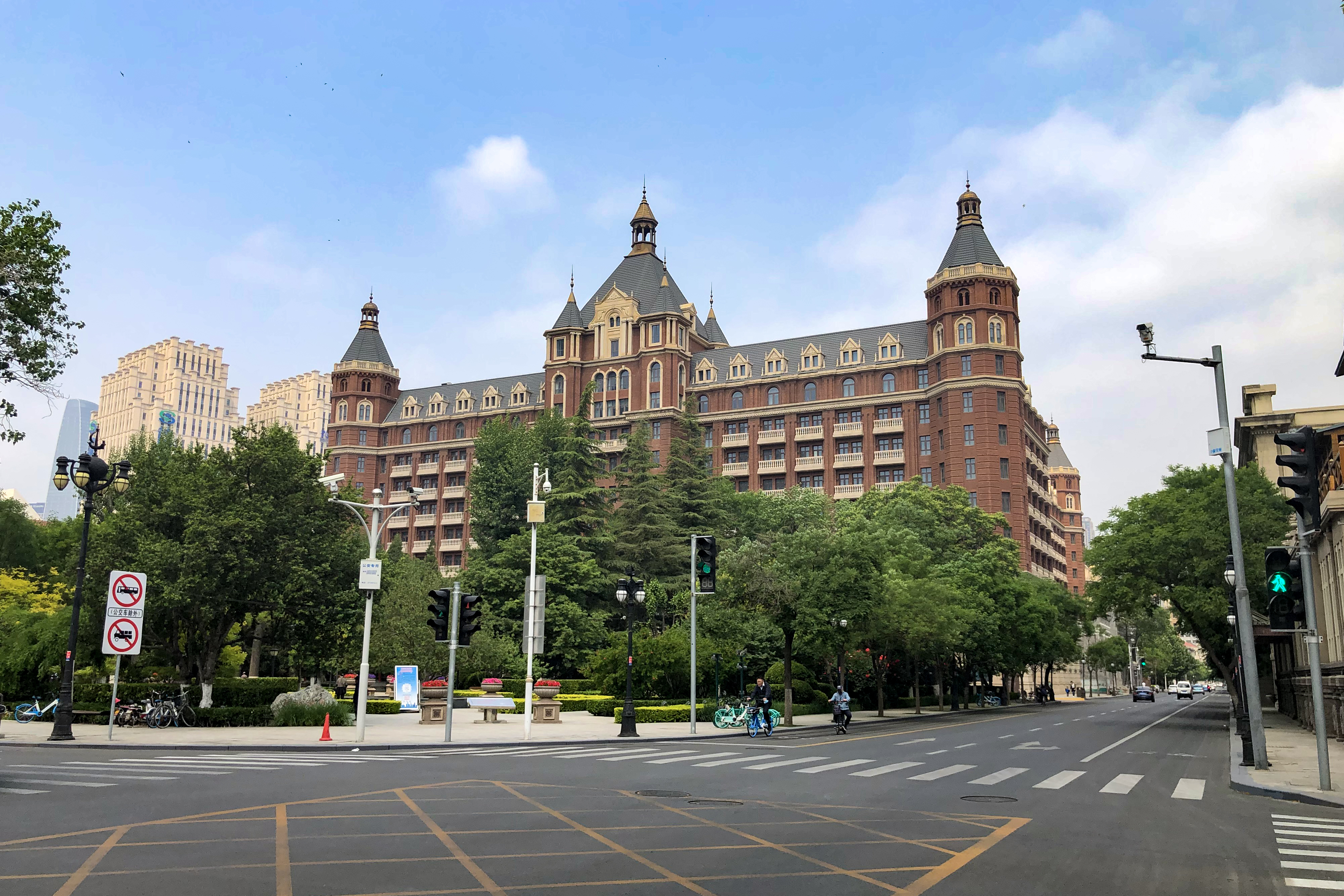
天津丽思卡尔顿酒店曾是天房集团财产，在债务危机后被出售

2018年5月10日晚，中信信托公告披露称，其发起的融资方为天房集团的天房2号贷款集合资金信托计划可能存在违约风险，即引发资本市场对于天房集团债务风险的关注。事件公开化后，5月18日，中信信托发布公告称该笔信托贷款得到偿还。
截至2018年6月，天房集团总资产2027亿元，总负债1973亿元，负债率超97%；其中，总借款为1400多亿元，仅2018年就到期近600亿元。